# منطقه ماپریک
منطقه ماپریک یکی از منطقه های استان سپیک شرقی واقع در کشور پاپوآ گینه نو می باشد. مرکز این منطقه ماپریک است. این منطقه خود از ۴ فرمانداری محلی تشکیل می گردد که هر فرمانداری به منظور سهولت در امر آمارگیری خود به چند بخش تقسیم می شود.

## تقسیمات
این منطقه دارای ۴ فرمانداری محلی است که اسامی آن ها به شرح زیر است:
- فرمانداری محلی روستایی آلبیگز مامبلپ
- فرمانداری محلی روستایی بامبوئیتا موهیانگ
- فرمانداری محلی روستایی ماپریک وورا
- فرمانداری محلی روستایی یامیل تاماموئی